# Colibri des Santa Marta
Chaetocercus astreans
Espèce
Statut de conservation UICN

 LC  : Préoccupation mineure
Statut CITES
Le Colibri des Santa Marta (Chaetocercus astreans) est une espèce de colibris de la sous-famille des Trochilinae et de la tribu des Mellisugini.

## Distribution
Le Colibri des Santa Marta est endémique de la Sierra Nevada de Santa Marta en Colombie.

Carte de répartition de l'espèce

## Référence
- (en) « Neotropical Birds Online », Cornell Lab of Ornithology, 15 novembre 2011